# アル・ウッザー
ウッザー女神は、前イスラーム時代のアラビアの神（deity）である。

## 情報源
ウッザー女神に関する情報の一次情報源として、前イスラーム時代では北アラビア各地の遺跡から発見される碑文資料やビザンツ人が残した文字資料が利用できる。イスラーム期以後は、イスラームの聖典（クルアーンや預言者のハディース）中の言及のほか、タバリーの歴史書、イブン・カルビー（819年没）の『偶像の書』などがある。

## 前イスラーム時代におけるウッザー女神
当該女神の神名は、リフヤーン語と古アラビア語では ʿzy、ナバテア語では ʿzʾ、アラム語では ʿzyʾ であり、南アラビアの言語では ʿzyn であった（セム語は母音を表記しないため、ここでも母音は表記していない。ʿ は有声咽頭摩擦音、ʾ は声門閉鎖音を示す。）。ウッザー女神が前イスラーム時代においてリフヤーン語、古アラビア語、ナバテア語、アラム語などのセム系諸語で書かれた碑文で言及されるときには、必ず冠詞を伴う。イスラーム期以後はしばしば冠詞が省かれる。当該女神の神名は、標準的な文語のアラビア語においては、クルアーンの読み方の伝統に従い、ʿUzzā と読む（本記事では以後、「ウッザー」とカナ転写する）。「ウッザー」という神名のことばの意味は「非常に強い力」である。
ウッザー女神の本質がなんであったのかについては十分に解明されていない。金星の擬神化であるという説が古くから言われてきたが、『イスラーム百科事典第2版』はいずれの説も根拠が不十分であり憶測にすぎないと判断している。ウッザー女神を他の神格 deity と同一視する説も古くからあり、ウッザー女神をギリシア神話のアプロディーテー女神と同一視する説、あるいは、パルミュラ神話のアズィーズー ʿAzīzū 女神と同一視する説、アラビア神話のルダー女神と同一視する説、ラート女神と同一視する説、ラート女神及びマナート女神と同一視する説があるがいずれも確定的な説ではないとされる。同時代史料ではないが10世紀のバル・バフルールのシリア語＝アラビア語辞書にはウッザーが金星のことであると断定されており、コス島のナバテア語とギリシア語の二言語併記碑文ではウッザーの逐語訳としてアプロディーテーの神名が選ばれているが、どの時代にどの地域でウッザーがどのような神であったのかを正確に記述できるまで資料が十分に見つかっているとは言えない。
西暦紀元1世紀からイスラーム誕生の7世紀までの間、ハウラーン、ペトラ、シナイにはウッザー女神の神意を伝える巫者がいたことが碑文資料によりわかる。少なくともこれらの地ではウッザー女神への信仰が実践されていた。ナバテア人はウッザー女神を篤く信仰し、アプロディーテー女神と習合していた。また、ナバテア人はウッザー女神を、「クトバーゥ」あるいは「アクタブ」（Kutbāʾ, al-Aktab）という書記、すなわち水星の神と対になる神として両神を崇拝していた。
5世紀のギリシア語の文字資料は、アラビアではウッザー女神に犠牲が捧げられることを伝える。6世紀のギリシア語の文字資料によると南メソポタミアのラフム朝の王家はウッザー女神を崇拝していた。また、イスラーム期以後に書かれた資料（例えば『歌の書』など）によると、ラフム朝の王は「ラートとウッザーにかけて」誓いを立て、ウッザーに囚人を犠牲として捧げることもあり、ウッザーに神意を問う神明裁判を行っていたとされる。なお、ウッザー女神の神名が埋め込まれた人名 "theophoric name" としては、イスラーム期以後の資料では「アブドゥルウッザー」のみが知られているが、イスラーム期以前の碑文資料などでは、その他にもいくつかのバリエーションが確認されている。

## イスラーム誕生前夜のヒジャーズにおけるウッザー女神
イブン・カルビーの『偶像の書』など、イスラーム期以後にムスリムによって書かれた文献によると、7世紀、メッカとその周辺にウッザー女神への信仰が深く根付いていたことがわかる。ヤークートやイブン・カルビーによると、ターイフからメッカへ向かう隊商路の途中、ナフラ・シャァミーヤという場所に、フラード Ḥurāḍ という名前の谷があり、そこにウッザー女神の主神殿があった。クライシュ族はこの神殿を中心とした土地を「ヒマー」（草木採取、狩猟の禁じられた聖域）としてウッザー女神に奉献し、ウッザーのヒマーはカァバ周辺の「ハラム」と並び立つ存在であった。また、このヒマーには3本のアカシアの木が生えており、ウッザーの化身と考えられていたようである。
聖石信仰がウッザー信仰に結びついていたとも考えられ、ターイフにあった巨石がウッザー崇敬の対象であったという説や、上記ナフラにあった聖石がそれであったという説がある。イブン・カルビーによるとガブガブという名の洞窟にウッザー崇敬の対象になる聖石があり、イブン・ヒシャームによるとその洞窟は犠牲獣の血であふれていたという。また、イブン・カルビーによると、ウッザー信仰を始めた人物はガタファーン族のアスアドの息子ザーリムという者である。ザーリムにより構築された、ウッザー女神に捧げる聖域では、しばしば女神からのお告げを受け取ることができた。

## 預言者ムハンマドと同時代のヒジャーズにおけるウッザー女神
イスラームの預言者ムハンマドと同時代、上記ナフラの禁域（ヒマー）の管理権は、クライシュ族に属するスライムの一族（Banu Sulaym）が担っており、この地への参詣（ズィヤーラ）と祭祀が盛んにおこなわれていた。ウッザー女神は、ガタファーン、フザーア、キナーナ、サキーフなどのアラブ部族から特に篤い信仰を集め、彼らはウッザーを讃えるタルビヤート（念唱）を唱えながらメッカに巡礼し、至高神にウッザーの偶像を捧げた。至高神の家とされたカァバには、そのように捧げられたウッザーの偶像を含むその他の神々の偶像が集まっていた。また、ウッザーはマナート女神及びラート女神とともに、至高神の三人娘のひとりと捉えられていた。
預言者の叔父アブー・ラハブは本名（イスム）をアブドゥルウッザー（ウッザー女神のしもべ）といい、女神への信心の固い人物であった。タバリーやハディース伝承によると、アブー・スフヤーンはムスリム軍と戦う時、「ウッザーとラートは我らにあり、汝らにはなし」と叫び、アブドゥルムッタリブはシャァムという土地でウッザー女神に仕える巫者と水利権を争った。イブン・カルビーによると預言者はかつて、自らの属する一族の信仰伝統に従って、ナフラの禁域でウッザー女神に白羊を捧げたことを回想したことがあるという。ナフラの禁域の最後の管理者はスライム族のハラミーの息子ドゥバイヤという者で、禁域を守ってハーリド・ブン・ワリードに殺された。
ハーリドはドゥバイヤの殺害後、預言者の命令で、前出の3本のアカシアの木を切り倒した。イブン・カルビーによると、この禁域には3本のアカシアの木が生えており、ウッザー女神が姿を現すとき、女神はその内の1本から髪を振り乱したアビシニア女の姿形で現れた。